# Bernhard Siegfried Albinus
Pour les articles homonymes, voir Albinus.
Bernhard Siegfried Albinus (né le 24 février 1697 à Francfort-sur-l'Oder – mort le 9 septembre 1770 à Leyde) était un médecin et anatomiste allemand du XVIIIe siècle.

## Biographie

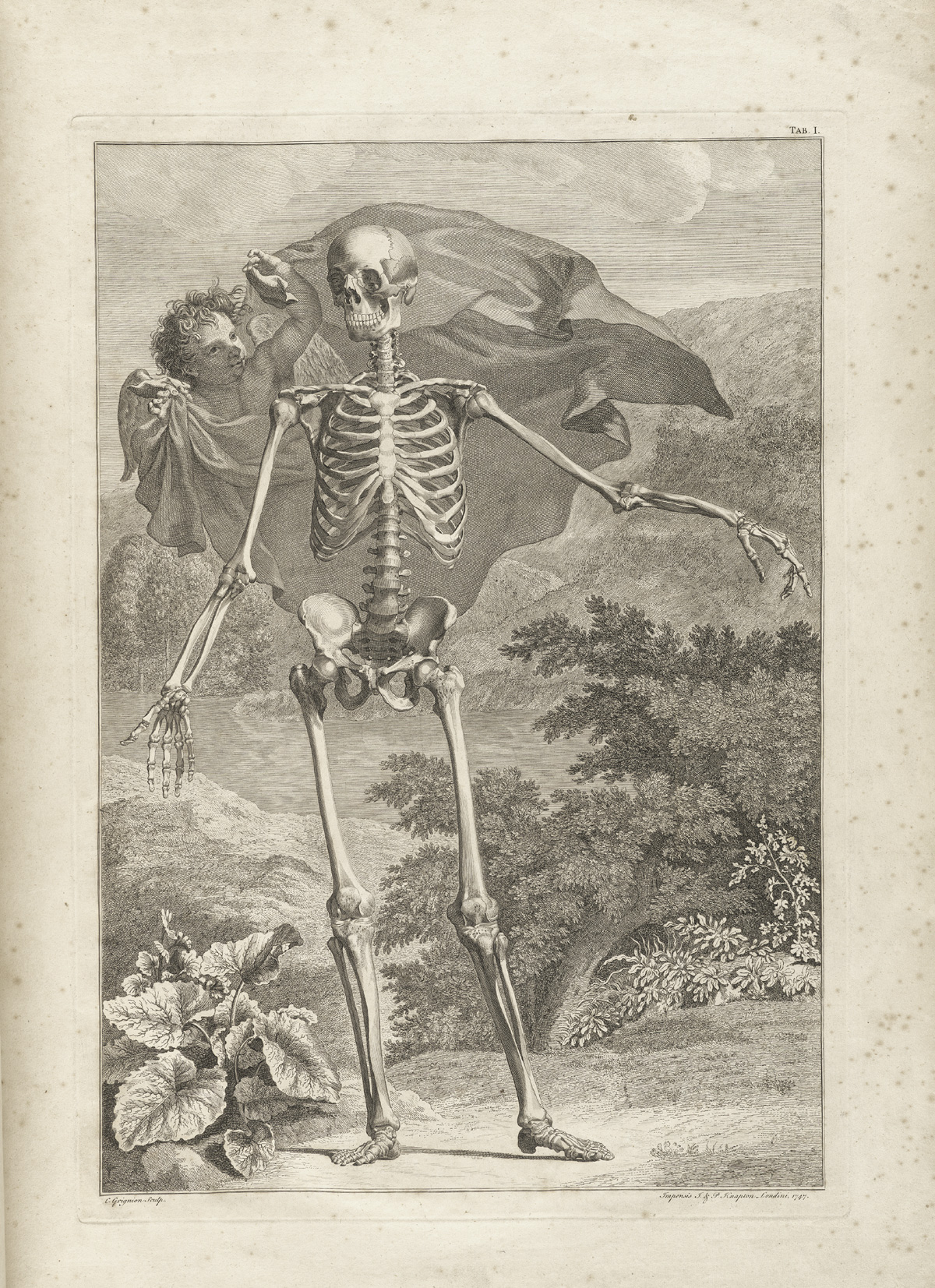
Gravure de Grignion, tirée du Tabulae sceleti et musculorum corporis humani (Knapton, Londres, 1749).

Bernhard Siegfried Albinus est né à Francfort-sur-l'Oder, où son père Bernhard Albinus (1653–1721) était professeur de médecine. En 1702, la famille déménage à Leyde, où le père vient d'obtenir la chaire de médecine de l'université de Leyde, qu'il conservera jusqu'à son mort en 1721.
Bernhard Siegfried étudie à l'université de Leyde dès l'âge de 12 ans. En 1718, il se rend à Paris, pour étudier l'anatomie et la botanique auprès de Sébastien Vaillant. Après une année, il retourne à Leyde où il devient lecteur d'anatomie et de chirurgie.
En 1721, Bernhard Siegfried Albinus succède à son père à la chaire d'anatomie de l'université de Leyde.
En 1745, il devient professeur de médecine. Ses frères Friedrich Bernhard Albinus (1715-1778) et Christian Bernhard Albinus (1699-1752) furent aussi des savants reconnus. Le plus jeune lui succède à la chaire d'anatomie.
Bernhard Siegfried a été à deux reprises recteur de l'université de Leyde. C'est dans cette ville qu'il meurt le 9 septembre 1770, à l'âge de 73 ans.

### Œuvres (liste incomplète)
- Libellus de ossibus corporis humani (1726)
- Historia musculorum corporis humani (1734)
- Tabulae sceleti et musculorum corporis humani (Leyde, 1747) réédité à Londres en 1749 : cette 2e édition assurée par les Knapton enrichie de dessins de Jan Wandelaar, gravés par Charles Grignion, Louis-Philippe Boitard et Jean-Baptiste Scotin)